# Yakov Isidorovich Perelman
Yakov Isidorovich Perelman (tiếng Nga: Яков Исидорович Перельман; 4 tháng 12 năm 1882 – 16 tháng 3 năm 1942) là một nhà văn khoa học Nga và Liên Xô và là tác giả của nhiều cuốn sách khoa học phổ thông, nổi tiếng nhất là cuốn Vật lý giải trí.

## Sự nghiệp
Perelman sinh năm 1882 tại thị trấn Białystok, Vương quốc Lập hiến Ba Lan. Sau khi tốt nghiệp trường Đại học Lâm nghiệp Saint Petersburg và nhận bằng kỹ sư lâm nghiệp vào năm 1909, Perelman bắt đầu tham gia hoạt động về sư phạm, khoa học và văn học. Ông đã trở thành tác giả của một loạt đầu sách giáo khoa và rất nhiều sách phổ biến khoa học và bài báo đăng trên các tạp chí khoa học nổi tiếng của Liên Xô. Ngoài những tác phẩm giáo dục và khoa học của mình, ông còn là biên tập viên của tạp chí Thiên nhiên và Con người và Trong xưởng chế tạo của Thiên nhiên, là cộng tác viên của nhiều tạp chí quen biết với bạn đọc đương thời như Tri thức là sức mạnh, Kỹ thuật tuổi trẻ. Ông chịu ảnh hưởng của Ernst Mach và nhà Mác-xít Nga Alexander Bogdanov về phương pháp sư phạm trong việc phổ biến khoa học. Năm 1942, Perelman mất vì nạn đói ở Leningrad trong thời gian thành phố đang bị quân đội Đức Quốc xã phong tỏa.
Sau thành công của cuốn Vật lý giải trí, Perelman còn viết hàng loạt các sách hấp dẫn về vật lý, thiên văn học và toán học từng được nhà nước Liên Xô dịch sang nhiều ngôn ngữ khác nhau, qua đó đã thể hiện đầy đủ tài năng tuyệt vời của một nhà truyền bá khoa học. Đặc biệt phổ biến nhất là mấy cuốn Số học giải trí, Thiên văn học giải trí, Toán học sống, Những mẫu chuyện toán học và những câu đố, Hình học giải trí, Đại số giải trí, Vật lý quanh ta. Các cuốn sách khác của Perelman (chỉ xuất bản khi tác giả còn sống) bây giờ đã trở nên những cuốn sách hiếm, gồm có các cuốn: Bạn có biết vật lý không?, Cơ học giải trí, Đại số trên tờ giấy kẻ ô, Những câu đố số học, Những bài toán vui. 101 câu đố cho các nhà toán học trẻ tuổi, Hai lần hai là năm! Các ngụy biện toán học, Phép cầu phương, Các hòm câu đố và ảo thuật.
Một số sách của Perelman dành cho các vấn đề du lịch giữa các hành tinh như Du hành vũ trụ, Phóng tên lửa lên các vì sao, Những miền xa xăm trong vũ trụ và nhiều cuốn khác. Nhà khoa học Konstantin Tsiolkovsky, một người rất am hiểu tài năng và trí sáng tạo của Perelman đã viết về ông trong lời nói đầu của cuốn Du hành vũ trụ: "Tác giả đã từ lâu nổi tiếng về những công trình phổ biến, sắc sảo và hoàn toàn khoa học của mình về vật lý học, thiên văn học và toán học, những công trình đã được viết bằng ngôn ngữ kỳ diệu và dễ nhận thức đối với người đọc".
Ông không liên quan đến nhà toán học Nga Grigori Perelman, sinh năm 1966 con ông Yakov Perelman khác. Tuy nhiên, Grigori Perelman nói với tờ The New Yorker rằng cha ông đã tặng cuốn Vật lý giải trí và chính nó truyền cảm hứng về toán học cho ông.

## Tác phẩm
- Toán học giải trí
- Thiên văn học giải trí
- Vật lý giải trí (1913)
- Số học vui
- Đại số giải trí
- Vui với môn Toán & Vật lý
- Số học giải trí
- Cơ học giải trí
- Hình học giải trí
- Thiên văn học giải trí
- Toán học sống
- Vật lý quanh ta
- Các hòm câu đố và ảo thuật

Ông cũng viết nhiều cuốn sách về du hành liên sao (Du hành vũ trụ, Phóng tên lửa lên các vì sao và Những miền xa xăm trong vũ trụ).

## Vật lý giải trí
Cuốn Vật lý giải trí lần đầu tiên xuất hiện trong những quầy sách vào năm 1913, đã biến nó trở thành tác phẩm phổ biến khoa học được tái bản nhiều lần với số lượng lớn ngay trong thời gian tác giả còn sống, tính đến năm 1936, tất cả 13 lần với số lượng hàng triệu bản. Đó là lần xuất bản cuối cùng trước khi tác giả qua đời năm 1942. Cuốn sách từng có một thời thôi thúc niềm ham mê môn khoa học vật lý của nhiều thế hệ độc giả, và không chỉ riêng trong đất nước Liên Xô, sách còn được dịch và trích dịch sang nhiều thứ tiếng: tiếng Đức, tiếng Pháp, tiếng Anh, tiếng Do Thái, v.v...
Nội dung cuốn sách trình bày "một loạt những vấn đề nan giải, những câu hỏi rắc rối, những mẫu chuyện lý thú, những bài toán vui, những nghịch lý, những sự so sánh bất ngờ lấy ra từ lĩnh vực vật lý, có liên quan đến hàng loạt các hiện tượng thường gặp hàng ngày trong cuộc sống, hoặc trích ra từ những tác phẩm nổi tiếng của các tác giả viết chuyện khoa học viễn tưởng. Những tài liệu mới nhất mà tác giả sử dụng đặc biệt rộng rãi, được coi là những mục đích thích hợp nhất của cuốn sách, đó là những đoạn trích dẫn lấy trong các tác phẩm của Jules Verne, H. G. Wells, Mark Twain và nhiều người khác." Trong lời nói đầu (lần xuất bản thứ 13) Perelman đã viết: "Mục đích chính của cuốn Vật lý giải trí là kích động tính hoạt động của trí tưởng tượng khoa học luyện cho bạn đọc thói quen suy nghĩ theo tinh thần khoa học vật lý và tạo ra trong ký ức của họ rất nhiều những sự liên hệ giữa các nhà tri thức vật lý với các hiện tượng muôn hình muôn vẻ nhất trong đời sống, với tất cả những điều mà họ thường tiếp xúc."
Tuy vậy, cuốn sách của Perelman cũng không sao tránh khỏi trở nên lỗi thời so với ngày nay vì nền tảng khoa học của nhân loại đã có những bước tiến vượt ngoài sức tưởng tượng của tác giả. Nhiều sự kiện trong cuốn Vật lý giải trí và những cách giải quyết kỹ thuật có kết quả từ thời xưa, quen thuộc với những người đương thời của Perelman, thì bây giờ đã hoàn toàn không phải là những cái mới nữa, mà chẳng bao lâu sẽ là những ví dụ lý thú trong lịch sử khoa học và kỹ thuật.
Tại Việt Nam, cuốn sách này cũng được Nhà xuất bản Giáo dục Việt Nam phát hành với tựa đề Vật lý vui và chia làm 2 tập, với các lần tái bản khác nhau. Sau một khoảng thời gian dài thì năm 2019, Công ti CP Giáo dục Sputnik đã cho xuất bản lại cuốn sách có tham khảo từ bản dịch trước đó của cố GS Đặng Quang Khang.